# Carteronius
Carteronius is een geslacht van spinnen uit de  familie van de Clubionidae (struikzakspinnen).

## Soorten
- Carteronius argenticomus (Keyserling, 1877)
- Carteronius fuscus Simon, 1896
- Carteronius helluo Simon, 1896
- Carteronius vittiger Simon, 1896